# Liste der Mitglieder der National Academy of Sciences/1955
Im Jahr 1955 wählte die National Academy of Sciences der Vereinigten Staaten 34 Personen zu ihren Mitgliedern.

## Neugewählte Mitglieder
- William F. Albright (1891–1971)
- Lawrence R. Blinks (1900–1989)
- Max Born (1882–1970)
- Richard Brauer (1901–1977)
- Harrison Brown (1917–1986)
- Robert K. Burns (1896–1982)
- Subrahmanyan Chandrasekhar (1910–1995)
- John Chipman (1897–1983)
- Carleton Coon (1904–1981)
- Richard Courant (1888–1972)
- Gilbert Dalldorf (1900–1979)
- Paul H. Emmett (1900–1985)
- Ralph Gerard (1900–1974)
- Kurt Gödel (1906–1978)
- Raymond G. Herb (1908–1996)
- Johannes Holtfreter (1901–1992)
- M. King Hubbert (1903–1989)
- Nelson J. Leonard (1916–2006)
- Bertil Lindblad (1895–1965)
- Andre Lwoff (1902–1994)
- Colin MacLeod (1909–1972)
- Horace W. Magoun (1907–1991)
- Deane Montgomery (1909–1992)
- Philip M. Morse (1903–1985)
- John R. Pierce (1910–2002)
- Charles P. Smyth (1895–1990)
- Esmond E. Snell (1914–2003)
- Kenneth Spence (1907–1967)
- Alexander Robertus Todd (1907–1997)
- George E. Uhlenbeck (1900–1988)
- Robley C. Williams (1908–1995)
- David W. Wilson (1889–1965)
- Perry Wilson (1902–1981)
- Saul Winstein (1912–1969)